# Tequixquiac

Hueso sacro i Tequixquiac.

Tequixquiac är en kommun i centrala Mexiko och är belägen i delstaten Mexiko. Staden Santiago Tequixquiac ingår i Mexico Citys storstadsområde och har 197 490 invånare (2007), med totalt 199 187 invånare 2007) i hela kommunen på en yta av 84,34 km². Kommunen gränsar i norr till Apaxco, i söder och väster till Zumpango, i öst till Atotonilco de Tula (delstaten Hidalgo), i sydöst till Huehuetoca och i öster till Hueypoxtla.